# Karl Otto Hondrich

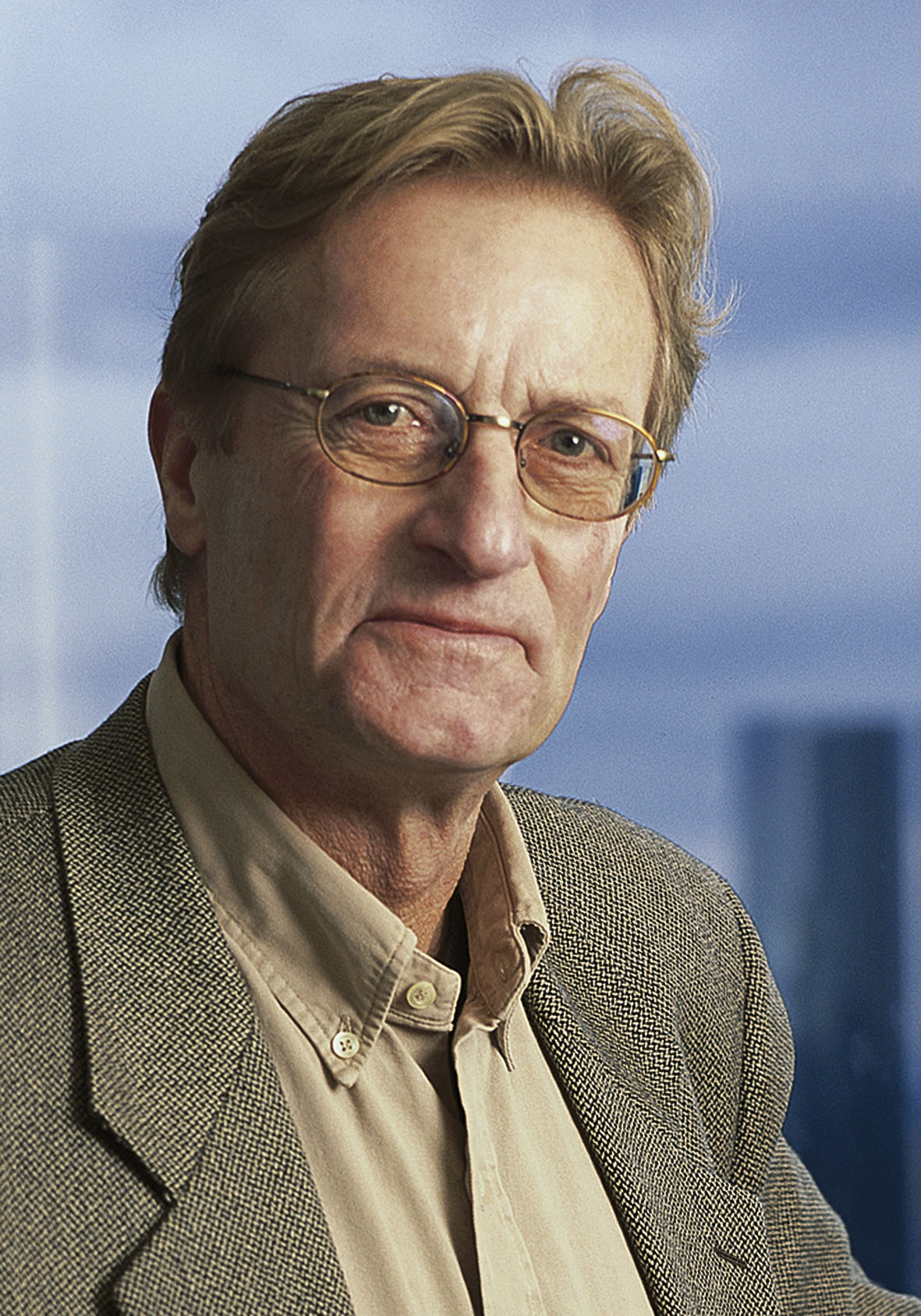
Karl Otto Hondrich

Karl Otto Hondrich  (* 1. September 1937 in Andernach; † 16. Januar 2007 in Frankfurt am Main) war ein deutscher Soziologe. 

## Leben
Hondrich studierte Volkswirtschaftslehre, Politikwissenschaft und Soziologie in Frankfurt am Main, Berlin, Paris und Köln. Nach einem Aufenthalt als Postdoc an der University of California, Berkeley lehrte er im Rahmen der akademischen Aufbauhilfe zwei Jahre als Dozent an der Universität Kabul in Kabul, Afghanistan. 1962 promovierte Hondrich bei René König in Köln über Die Ideologien von Interessenverbänden, 1972 habilitierte er sich in Soziologie.
Seit 1972 war Karl Otto Hondrich Professor für Soziologie an der Johann Wolfgang Goethe-Universität in Frankfurt am Main am Institut für Gesellschafts- und Politikanalyse. Am 14. Juli 2005 hielt er dort seine Abschiedsvorlesung. Hondrich war Mitbegründer des Club of Quebec.
Karl Otto Hondrich erlag am 16. Januar 2007 einem Krebsleiden.

## Bedeutung
Seine Essays in der FAZ, NZZ, im Spiegel, in Die Welt, in Die Zeit und in der SZ gaben der Soziologie in der deutschsprachigen Öffentlichkeit eine Stimme.

## Wirken
In einer Grundlegung der Soziologie reduziert er die immer wieder aufscheinenden Prinzipien des Sozialen auf fünf elementare, dialektische Sozialprozesse. Diese sind unabhängig von der biologischen Beschaffenheit des Menschen, denn sie kommen aus der sozialen Beschaffenheit. In jedem sozialen Prozess sind einer oder mehrere dieser Prozesse zu finden.
Erwidern
Man kann nicht nicht erwidern. Auch keine Erwiderung ist eine Erwiderung, nämlich keine. Die Dialektik dieses Prozesses liegt darin, dass sich in jedem Geben, Nehmen und Erwidern auch ein Zurückgeben oder eine weitere Erwiderung befindet.
Werten
Durch das Vorziehen einer Sache wird eine andere Sache unwillkürlich zurückgesetzt. Jede Gegenseitigkeit basiert auch auf einer Wertung. Die Präferenz wird zunächst immer auf das Eigene gelegt; die Präferenz für das Familiäre und eine eigene Kultur.
Teilen
Jedes Teilen ist automatisch auch ein Trennen. Wenn Meinungen und Gefühle geteilt werden, stellt dies einen Konsens dar, werden Gefühle und Meinungen nicht geteilt einen Dissens. Das Teilen von einer Meinung mit einer Person stellt automatisch ein Nicht-Teilen einer Meinung mit einer anderen Person dar.
Bergen/Verbergen
Mit allem was geborgen, enthüllt oder offenbart wird, wird etwas anderes wieder unsichtbar oder verborgen. Verbergen kann nicht vermieden werden, da uns schon Zeit und Raum verbieten, jedem alles mitzuteilen.
Bestimmen
Dieser Prozess stellt das Leben in der Dimension der Zeit dar. Die Zukunft und die Vergangenheit können nicht bestimmt werden. Nur in dem kleinen Moment der Gegenwart können wir individuell oder kollektiv bestimmen. Jedes Bestimmen kann zu unvorhergesehenen Folgen führen, die nicht mehr bestimmt werden können.
Das Prinzip der Demokratie verstand er auch als Durchsetzung der Rechte der Einheimischen gegenüber den „Fremden“. Diese Ansicht begründete er mit den Bedenken, ein Schweigen zu diesem Verhältnis der Rechte würde letztlich der Demokratie schaden. Er drückte diese Haltung wie folgt aus:

„Solange demokratische Politik auf Mehrheitsentscheidungen beruht, muss sie der Mehrheit die Sicherheit geben, dass sie das Heft in der Hand behält, dass sie trotz Einwanderung Mehrheit bleibt  und dass ihre kollektiven Gefühle, Interessen und Werte Vorrang genießen.“

## Schriften (Auswahl)
- Die Ideologien von Interessenverbänden, 1962
- Mitbestimmung in Europa, 1970
- Wirtschaftliche Entwicklung, soziale Konflikte und politische Freiheiten, 1970
- Demokratisierung und Leistungsgesellschaft, 1972
- Theorie der Herrschaft, 1973
- Menschliche Bedürfnisse und soziale Steuerung, 1975
- Bedürfnisse und Gesellschaft, (Fernstudienlehrgang Sozialkunde), 1975
- Theorievergleich in den Sozialwissenschaften, 1978
- Ausländer in der Bundesrepublik Deutschland und in der Schweiz (mit H.-J. Hoffmann-Nowotny), 1981
- Soziale Differenzierung, 1982
- Bedürfnisse im Wandel (als Hrsg. mit R. Vollmer), 1983
- Krise der Leistungsgesellschaft? (Hrsg. mit J. Schumacher), 1988
- Lehrmeister Krieg, 1992
- Solidarität in der modernen Gesellschaft, 1992
- Recent Social Trends in West Germany, 1992
- Arbeitgeber West – Arbeitnehmer Ost, 1993
- Der Neue Mensch, Suhrkamp-Verlag, Frankfurt a. M. 2001, ISBN 3-518-12287-8.
- Wieder Krieg, Suhrkamp-Verlag, Frankfurt a. M. 2002, ISBN 3-518-12297-5.
- Enthüllung und Entrüstung, Suhrkamp-Verlag, Frankfurt a. M. 2002, ISBN 3-518-12270-3.
- Liebe in Zeiten der Weltgesellschaft, Suhrkamp-Verlag, Frankfurt a. M. 2004, ISBN 3-518-12313-0.
- Weniger sind mehr: Warum der Geburtenrückgang ein Glücksfall für unsere Gesellschaft ist, Campus-Verlag, Frankfurt a. M./New York 2007, ISBN 978-3-593-38270-8.